# 羅茲基什納
49°21′55″N 30°11′25″E / 49.36528°N 30.19028°E
羅茲基什納（烏克蘭語：Розкішна）是位於烏克蘭北部的村莊，由基辅州白采爾克瓦區的斯塔維謝市鎮負責管轄。該村始建於1557年，面積8.32平方公里，海拔高度231米，2001年人口3,264，人口密度每平方公里392.5人。